# Lagartixa-rabo-de-folha-musgosa
A lagartixa-rabo-de-folha-musgosa (Uroplatus sikorae) é uma espécie de lagarto da família Gekkonidae. A espécie é endêmica de Madagascar. É um animal protegido pela CITES devido à perda de habitat.

## Etimologia
O nome específico, sikorae, é uma latinização do sobrenome de Franz Sikora, um caçador de fósseis austríaco e explorador de Madagascar.

## Taxonomia
A espécie foi descrita pela primeira vez pelo zoólogo alemão Oskar Boettger, mas não foi publicada até três anos após sua morte. Seu nome comum se refere aos padrões de camuflagem semelhantes a musgo e às cores da pele do lagarto. Todo o complexo de U. sikorae precisa de revisão taxonômica e provavelmente contém várias espécies novas e não descritas.
O gênero Uroplatus contém 14 espécies endêmicas de Madagascar. A espécie  Uroplatus sameiti foi considerada uma subespécie de U. sikorae até 2007, quando foi proposto que fosse elevada ao nível de espécie com base em sua mucosa oral pálida, em contraste com a mucosa oral escura de U. sikorae. Publicações subsequentes mantiveram esse status separado, que agora também foi verificado molecularmente. No entanto, na revisão mais recente da taxonomia do gênero Uroplatus, foi revelado que a cor diferente da boca não é um diagnóstico dessas duas espécies, já que algumas espécies de U. sikorae compartilham a pigmentação oral clara. O diagnóstico dessas espécies com base na morfologia continua difícil.
Filogenicamente, o U. sikorae foi colocado em um complexo monofilético que consiste em três outras espécies de Uroplatus: U. fimbriatus [en], U. giganteus [en], U. henkeli [en] e  U. sameiti. Esse complexo representa as espécies maiores do gênero.

## Distribuição e habitat
A lagartixa-rabo-de-folha-musgosa é endêmica de Madagascar. Essas lagartixas podem ser encontradas em florestas primárias e secundárias das florestas tropicais centrais e orientais de Madagascar.

## Descrição
O tamanho da lagartixa-rabo-de-folha-musgosa varia de 15 a 20 centímetros quando medido do nariz até a base da cauda. Seus olhos são grandes e sem pálpebras, e têm esclera amarela com pupilas elípticas, adequadas aos hábitos noturnos da lagartixa. Como em todas as lagartixas Uroplatus, a cauda é achatada dorso-ventralmente. A U. sikorae tem uma coloração desenvolvida como camuflagem, sendo a maioria marrom-acinzentada a preta ou marrom-esverdeada com várias marcas que se assemelham à casca das árvores, até os líquens e musgos encontrados na casca.

A U. sikorae tem retalhos de pele ao longo do corpo, da cabeça e dos membros, conhecidos como retalhos dérmicos, que ela pode colocar contra a árvore durante o dia, espalhando sombras e tornando seu contorno praticamente invisível. Além disso, a lagartixa tem uma capacidade limitada de alterar a cor da pele para combinar com o ambiente.

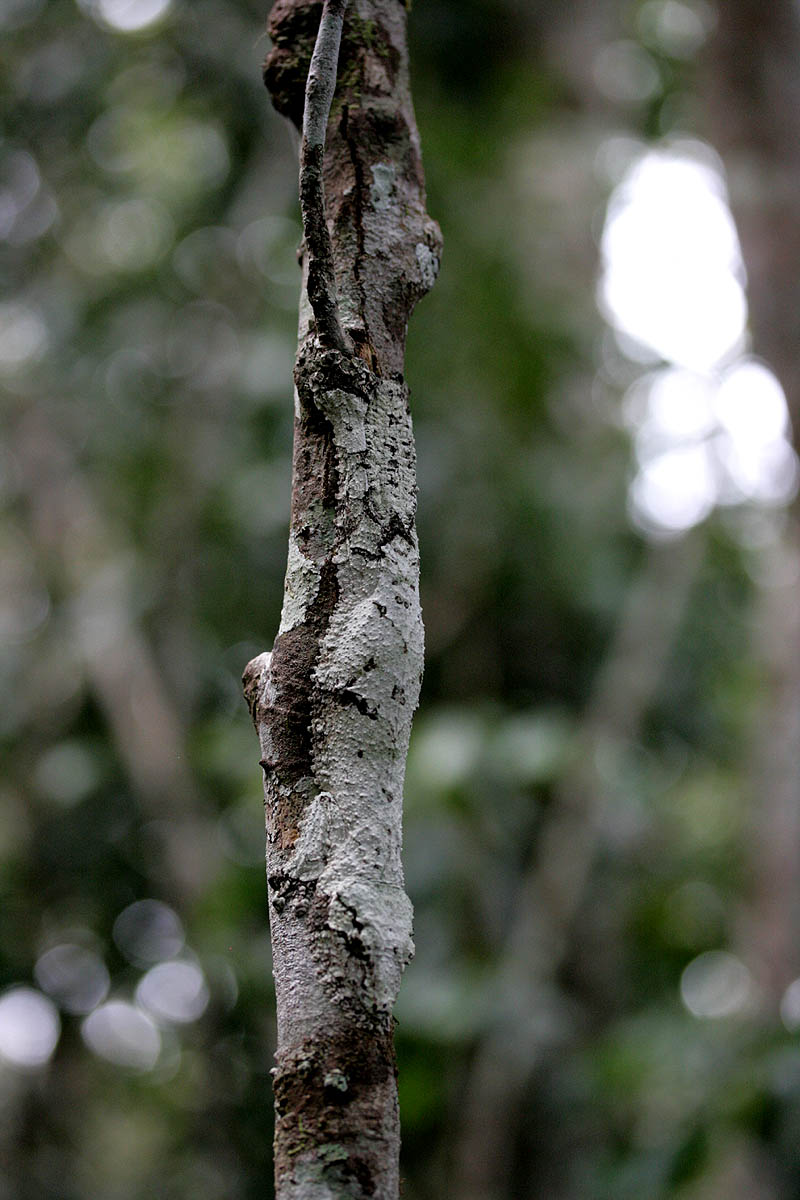
Reserva Florestal de Analamazaotra, Anadasibe
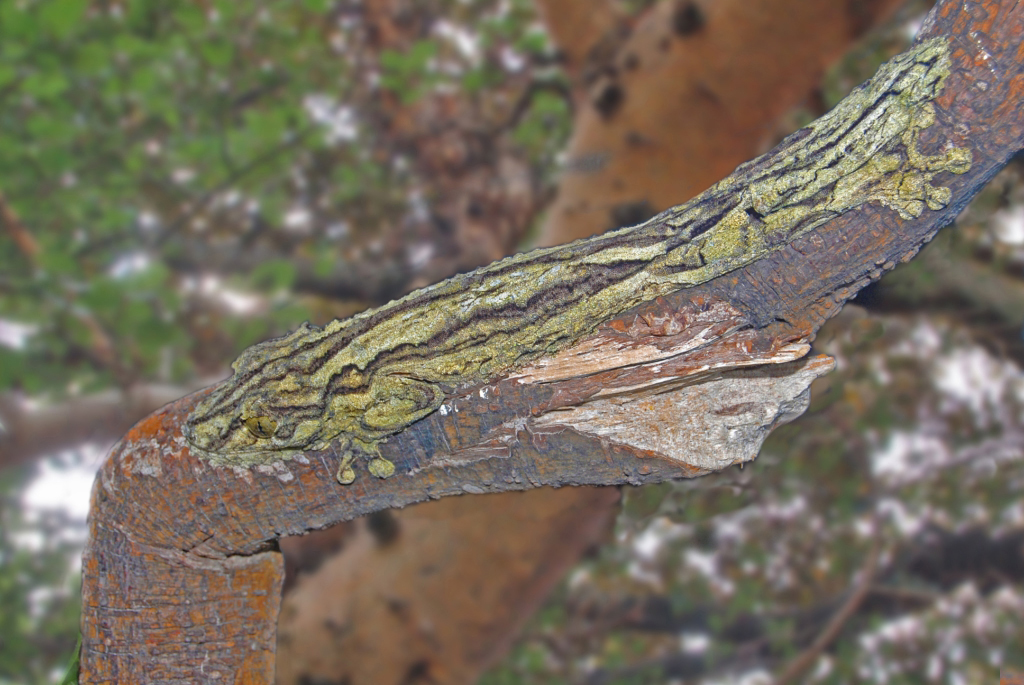
Local desconhecido, parece ser uma espécie/subespécie não descrita
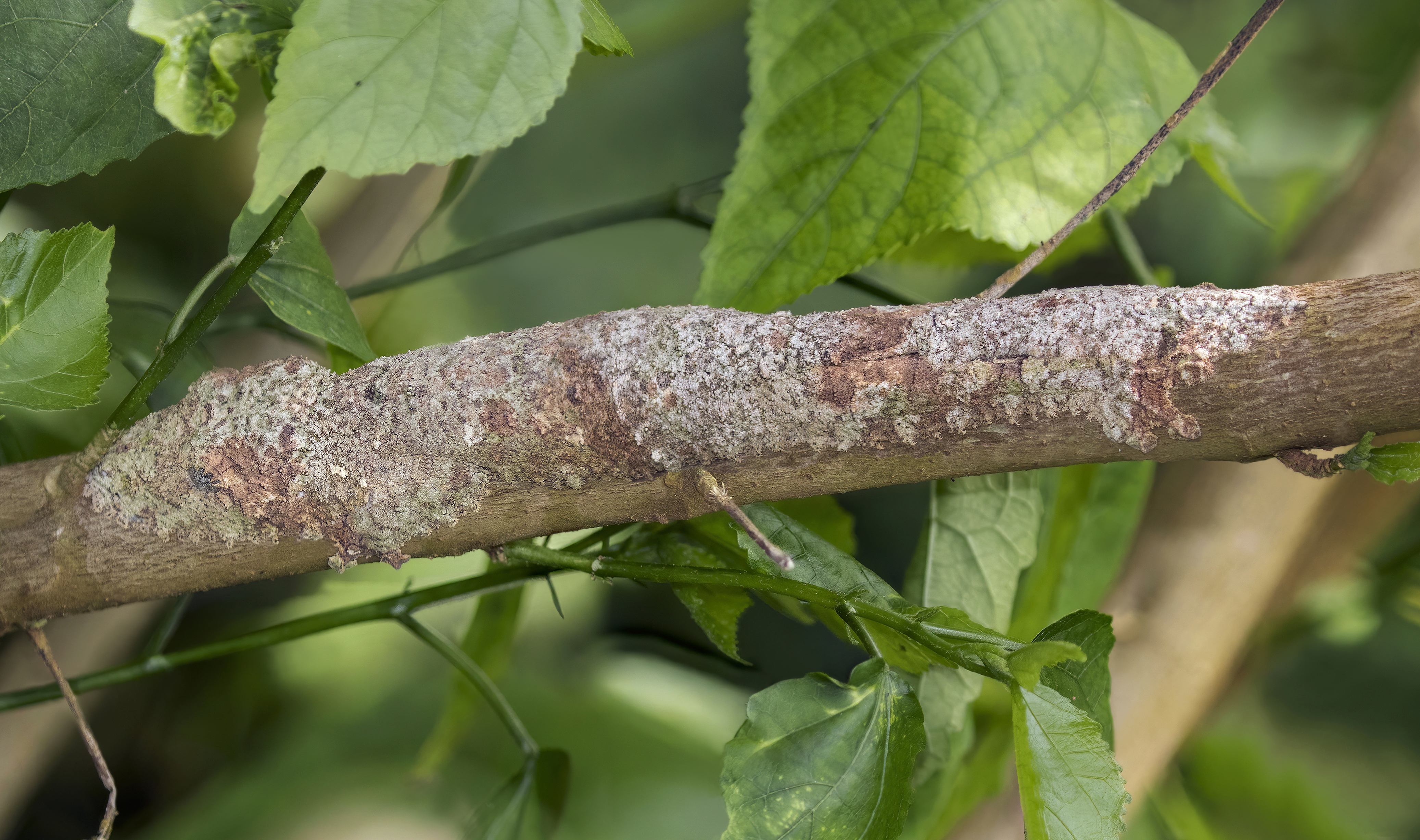
Escondida em um galho, Montagne d'Ambre
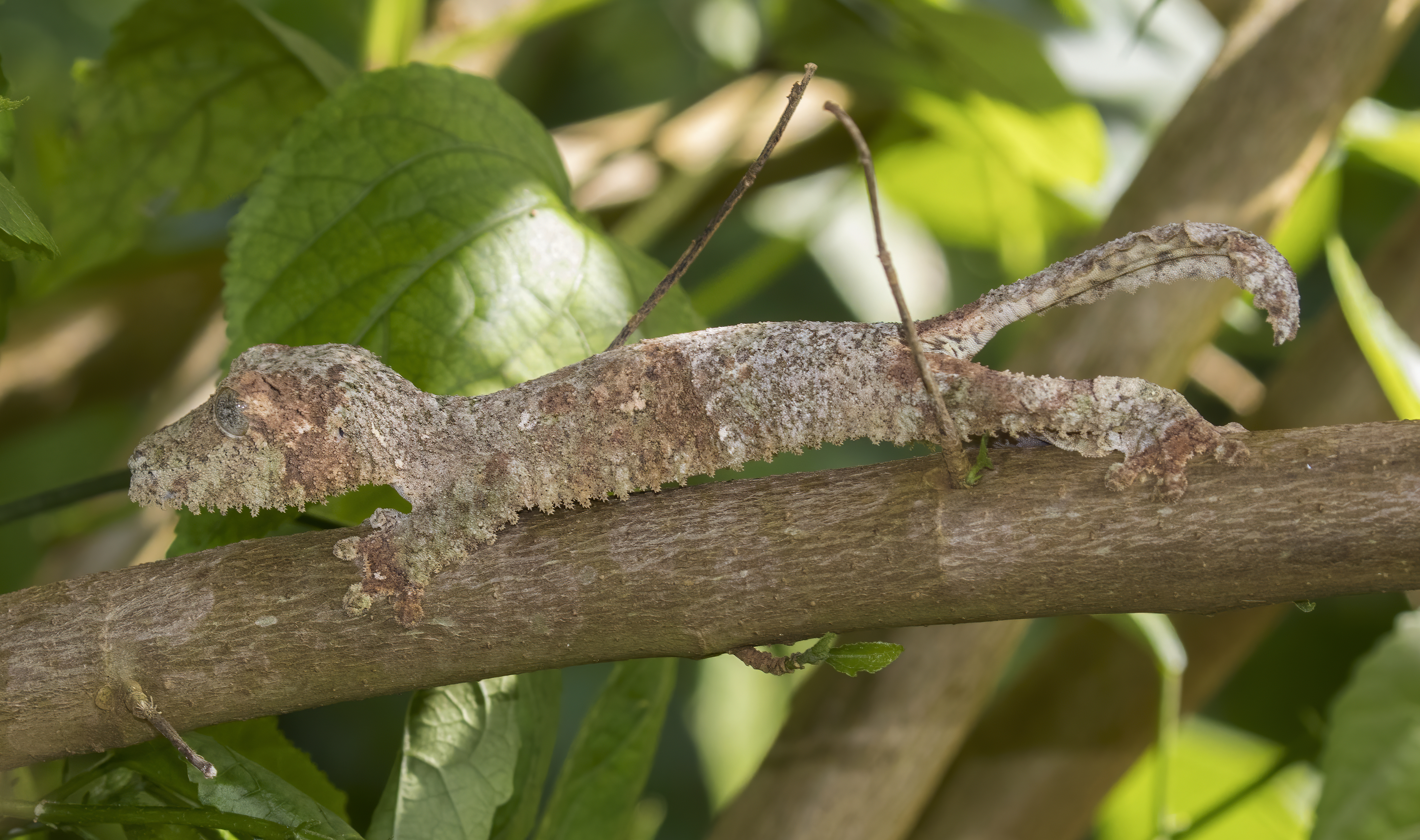
Revelando-se, Montagne d'Ambre

## Biologia e comportamento
As lagartixas-rabo-de-folha-musgosa são noturnas e arborícolas. Essas lagartixas dependem de sua camuflagem natural ao habitarem entre as árvores. Elas passam a maior parte do dia penduradas verticalmente nos troncos das árvores, com a cabeça para baixo, descansando. Durante a noite, elas se aventuram a sair de seus locais de descanso diurno e saem em busca de presas. Elas têm a capacidade de mudar a cor da pele para combinar com o ambiente e possuem abas dérmicas que desfazem seu contorno quando estão em repouso. As lagartixas-rabo-de-folha-musgosa são insetívoras e se alimentam de insetos, artrópodes e gastrópodes.

## Em cativeiro
A lagartixa-rabo-de-folha-musgosa é incomum em cativeiro e geralmente é mantida em pares ou trios reprodutores. Elas comem uma variedade de insetos de tamanho adequado, incluindo grilos e mariposas. Se a reprodução for bem-sucedida em cativeiro, os ovos serão postos a cada 30 dias e levarão 90 dias para eclodir.

## Ameaças
A destruição de habitat e o desmatamento em Madagascar são a principal ameaça ao futuro desse animal, bem como a coleta para o comércio de animais de estimação. O World Wide Fund for Nature (WWF) lista todas as espécies de Uroplatus em sua “lista das dez espécies mais procuradas” de animais ameaçados pelo tráfico de animais, porque eles “estão sendo capturados e vendidos a taxas alarmantes para o comércio internacional de animais de estimação”. É um animal protegido pelo Apêndice 2 da CITES.